# Evangeline (film 1908)
Evangeline è un cortometraggio muto del 1908 prodotto dalla Kalem Company tratto dal poema di Henry Wadsworth Longfellow che racconta la deportazione degli Acadiani, le popolazioni francofone, da parte dei britannici in Canada.

## Trama
Nel 1755, due amanti acadiani, Evangeline e Gabriel, sono costretti a separarsi a causa della deportazione in massa voluta dai britannici. Evangeline va a vivere a Filadelfia per lavorare come infermiera, assistendo i poveri. Troverà Gabriel in mezzo ai malati e l'amato le morirà tra le braccia.

## Produzione
Il film fu prodotto dalla Kalem Company.

## Distribuzione
Il film uscì nelle sale l'8 febbraio 1908. Nel 1929, la storia di Evangelina sarà ripresa e interpretata da Dolores del Río nel film Evangelina, diretta da Edwin Carewe.

## Le versioni cinematografiche del poema
- Evangeline con Gene Gauntier (1908)
- Evangeline, regia di Hobart Bosworth con Viola Barry (1911)
- Evangeline di William Cavanaugh e Edward P. Sullivan (1914)
- Evangeline di Raoul Walsh con Miriam Cooper (1919)
- Evangelina di Edwin Carewe con Dolores del Río (1929)